# 卡梅伦·诺里
卡梅伦·诺里（英語：Cameron Norrie，1995年8月23日—）是一位英國職業網球男運動員，最高男單排名曾來到第8。在2021年的印第安泉大師賽，擊敗尼科洛兹·巴西拉什维利拿下生涯第一個ATP世界巡迴賽1000大師賽的冠軍。

## 外部連結
- 卡梅伦·诺里（英文/西班牙文）的官方資料
- 卡梅伦·诺里的國際網球總會 職業／青少年 官方資料（英文）